# Witali Alexandrowitsch Petrakow
Witali Alexandrowitsch Petrakow (russisch Виталий Александрович Петраков; * 10. Dezember 1954 in Tula) ist ein ehemaliger sowjetischer Radrennfahrer, der 1980 Olympiasieger in der Mannschaftsverfolgung war.

## Leben
Bei den Bahnradsport-Weltmeisterschaften 1975 in Lüttich gewann der sowjetische Bahnvierer mit Wladimir Ossokin, Alexander Perow, Witali Petrakow und Wiktor Sokolow die Silbermedaille hinter dem Vierer aus der Bundesrepublik Deutschland. Ein Jahr später bei den Olympischen Spielen 1976 in Montreal standen sich beide Mannschaften erneut im Finale gegenüber, der sowjetische Vierer, in der gleichen Besetzung wie im Vorjahr startend, unterlag erneut dem westdeutschen Vierer.
Von 1977 bis 1979 gewann dreimal in Folge der Bahnvierer aus der DDR den Weltmeistertitel. Während die sowjetische Mannschaft 1977 keine Medaille gewinnen konnte, war der Vierer 1978 in München erfolgreicher. Zusammen mit Wassili Ehrlich und Igor Pilipenko erreichten Ossokin und Petrakow das Finale gegen die DDR. 1979 setzte sich der sowjetische Vierer aus Ehrlich, Wiktor Manakow, Ossokin und Petrakow zusammen, diese vier Fahrer erreichten in Amsterdam das Weltmeisterschaftsfinale und gewannen erneut Silber hinter dem DDR-Vierer.
Bei den Olympischen Spielen 1980 in Moskau war Waleri Mowtschan in der Mannschaftsverfolgung für Ehrlich in den Vierer nachgerückt. Im Viertelfinale gewann der sowjetische Vierer in 4:14,64 Minuten gegen die Australier und unterbot dabei den fast zwölf Jahre alten Weltrekord, den der bundesdeutsche Vierer bei den Olympischen Spielen in Mexiko-Stadt aufgestellt hatte. Nach dem Halbfinalsieg gegen den Vierer aus der Tschechoslowakei standen die vier sowjetischen Fahrer im Finale, Gegner war der auf zwei Positionen veränderte Weltmeister aus der DDR. Der sowjetische Vierer gewann das Finale in 4:15,70 Minuten und blieb damit erneut unter dem alten Weltrekord.